# Omarova mešita
Omarova mešita v Křesťanské Čtvrti Jeruzaléma je mešita, která se nachází proti jižnímu dvoru baziliky Svatého hrobu. Další Omarovy mešity najdeme v Palestině v Betlémě a v Saúdské Arábii. Někdy je názvem Omarova mešita nesprávně nazýván i Skalní dóm na Chrámové hoře.

## Historie
Poté, co byl roku 637 Jeruzalém obležen armádou rášidúnské muslimské říše pod velením Abú Ubajdy, jeruzalémský patriarcha Sofronios souhlasil s kapitulací, ale vydat město mínil pouze chalífovi osobně. Umar II. proto přicestoval do Jeruzaléma a patriarcha mu město vydal. Umar poté vstoupil do města, navštívil Baziliku Svatého hrobu. Sofronios Umara pozval přímo dovnitř do kostela na modlitbu, to však chalífa odmítl, aby nedal precedens, kterým by ohrozil postavení kostela jako křesťanského chrámu. Namísto toho se Umar raději pomodlil venku na dvoře před Bazilikou. Proto na tomto místě, na počest této události, byla v roce 1193 postavena ajjúbovským sultánem al-Afdalem bin Saladinem Omarova mešita. Před rokem 1465 byl k mešitě přistavěn minaret, který byl v letech 1839-1860 restaurován osmanským sultánem Abdul Hámidem II.

## V odkazech
- Mešita se objevuje v sérii historicko–akčních videoher Assassin's Creed, vydávaných od roku 2007 firmou Ubisoft.

## Galerie

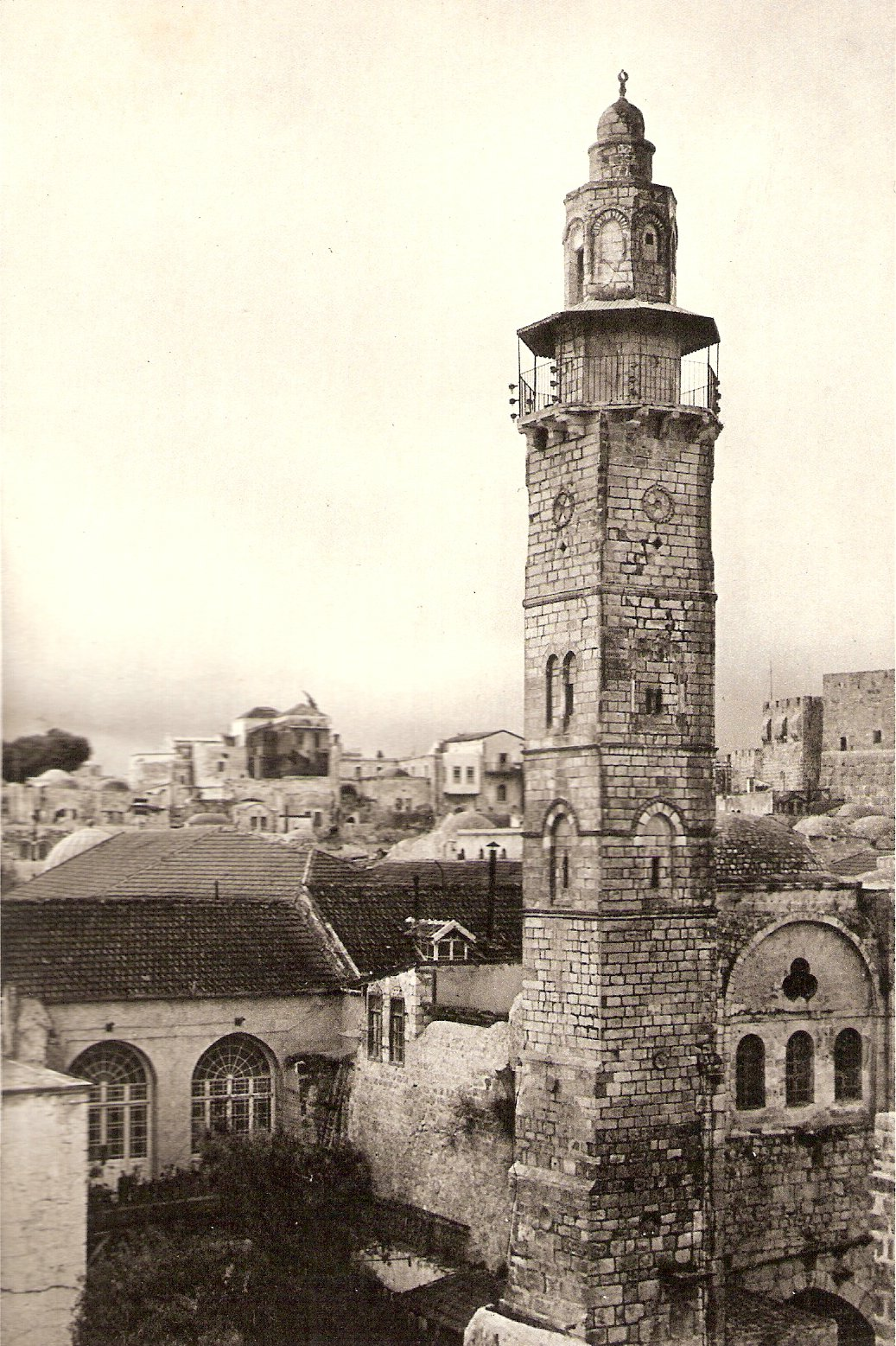
Omarova mešita roku 1925
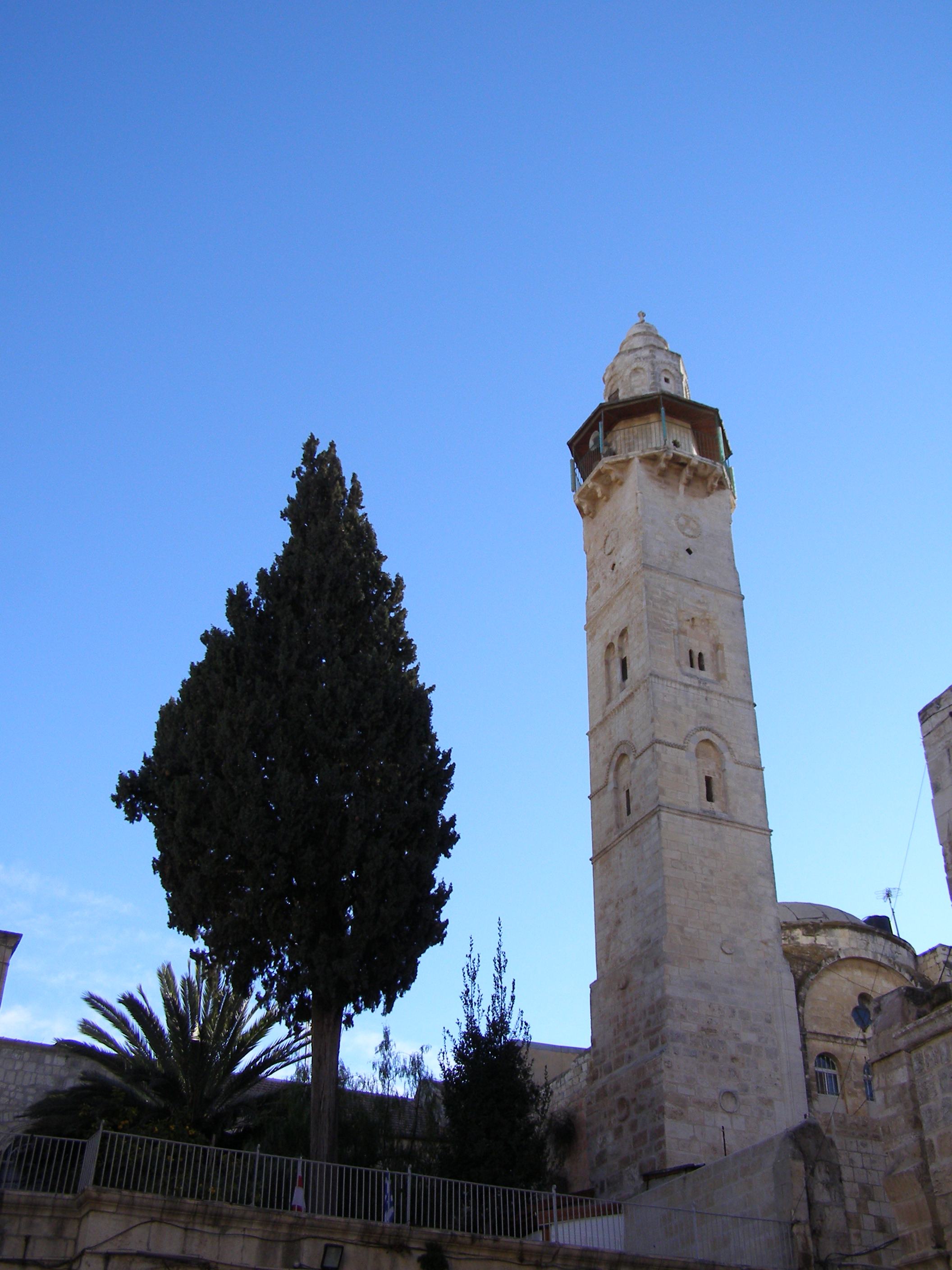
Minaret Omarovy mešity
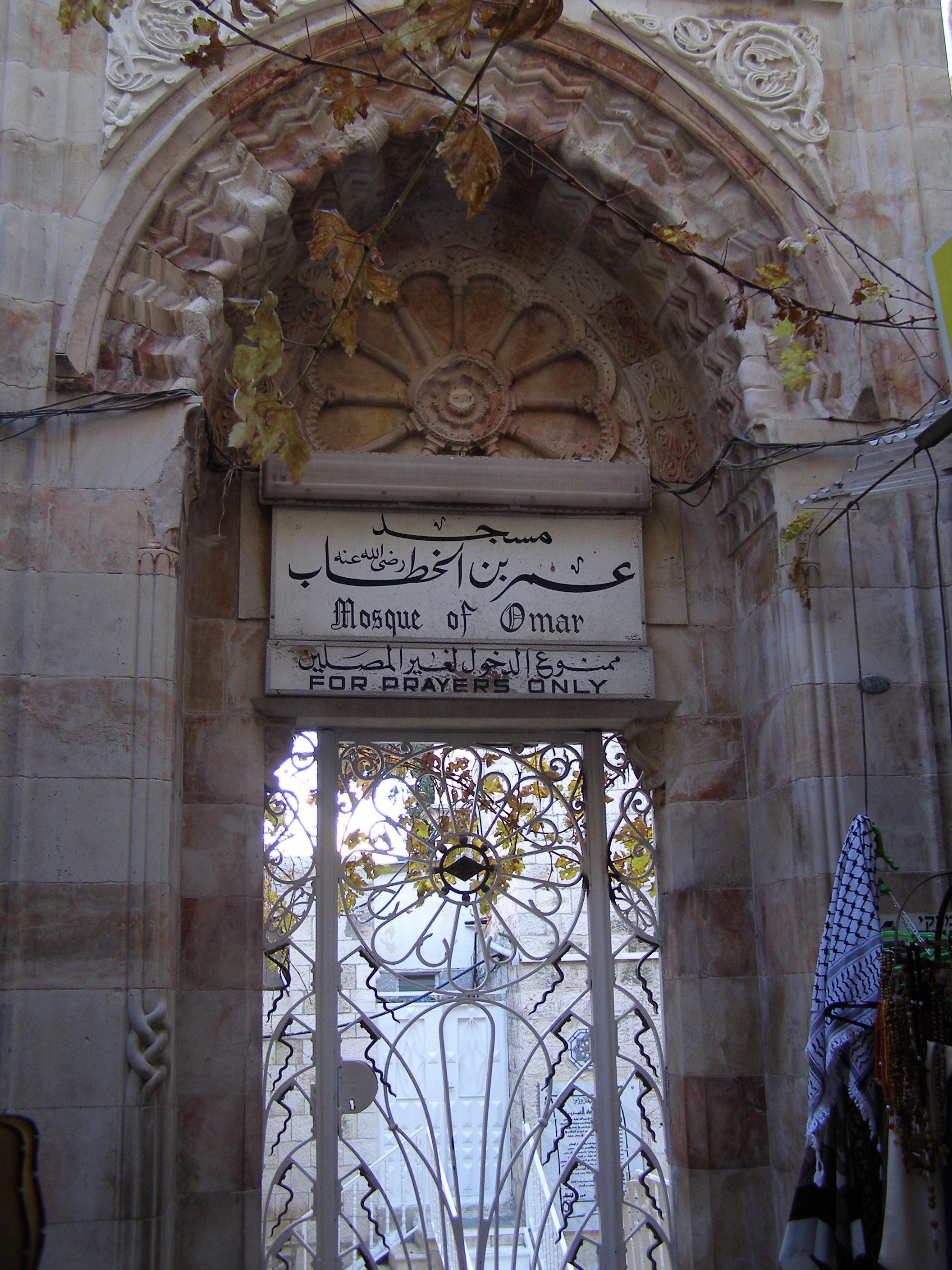
Zdobené okno mešity
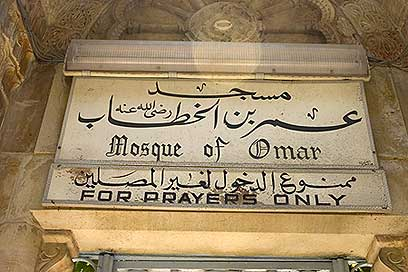
Detail okna s nápisem: mešita není otevřena veřejnosti